# Shin Ito
Shin Ito (伊藤 慎一, Itō Shin'ichi), né en décembre 1964 à Tokyo, est un parachutiste japonais pratiquant le vol en wingsuit. Il est CEO de la compagnie japonaise Risk Control Corp.
Le 28 mai 2011, il établit deux records mondiaux de saut, dont le plus long vol en wingsuit (23,1 km) et la vitesse de pointe la plus grande en wingsuit (363 km/h),.
Il est également membre des 68 participants ayant établi le record de la plus grande formation de vol en wingsuit en 2009.